# Mona Bone Jakon
Albums de Cat Stevens
New Masters
(1967) Tea for the Tillerman
(1970)
Mona Bone Jakon est le troisième album studio de Cat Stevens, paru en avril 1970. Il s'agit de son retour dans le monde musical après son absence forcée due à la tuberculose. Peter Gabriel joue la flûte traversière  sur la chanson Katmandu.
Après un début fulgurant dans sa carrière, surprenant même son producteur original chez Deram Records, Mike Hurst, avec les singles à succès I Love My Dog, Matthew and Son, et I'm Gonna Get Me a Gun, tous trois tirés du premier album de Stevens Matthew and Son, ont commencé à cartonner aussi bien. Cependant, après la pression de la maison de disque pour qu'il produise un autre album du même calibre, Stevens, considéré comme une jeune sensation adolescente, a été submergé par un nouveau style de vie ainsi que les exigences d'écriture, d'enregistrement, d'interprétation, de publicité et de tournée. Son deuxième album New Masters fut un échec commercial et à l'automne 1968, il s'est effondré avec le diagnostic de tuberculose et un poumon affaissé. Pendant plus d'un an, tout en se rétablissant, Stevens a pratiquement disparu de la scène pop britannique. Mona Bone Jakon est remarquable non seulement pour son retour, mais pour l'émergence d'un artiste très différent. L'album a été certifié or pour des ventes / expéditions de plus de 500 000 exemplaires aux États-Unis.

## Historique
Pendant son année d'hospitalisation, il commença à écrire un catalogue de chansons pour remplir bien plus que son prochain album. Après son rétablissement, Stevens a négocié son contrat avec Deram Records et s'est joint à l'ancien bassiste des Yardbirds, le producteur Paul Samwell-Smith avec un son dépouillé et des chansons jouées sur des arrangements simples, soit seulement deux guitares acoustiques et quelques claviers et accompagné d'une section rythmique discrète. Un groupe de trois musiciens seulement, le second guitariste Alun Davies, le bassiste John Ryan et le batteur Harvey Burns avec, sur une chanson  Katmandu, le jeune Peter Gabriel à la flûte. Samwell-Smith a également produit l'album et a porté Stevens sur un son de haute fidélité qui n'était pas aussi présent sur ses albums précédents. Samwell-Smith a été l'un des premiers producteurs de rock à intégrer davantage les basses fréquences dans la composition de la nouvelle génération audiophile qui englobait de plus grandes enceintes et des cartouches phonographiques haut de gamme. Stevens a commencé à faire la transition de la pop star à un artiste folk-rock, quand le terme « auteur-compositeur-interprète » venait d'être inventé.
Les chansons elles-mêmes étaient plus sombres : la ballade Lady D'Arbanville inspirée du madrigal a élevé la tragédie d'un amant perdu (dans ce cas, l'ancienne petite amie de Stevens à cette époque, l'actrice Patti D'Arbanville) à celle d'un défunt ; Trouble était un plaidoyer pour conjurer la mort. Il y avait aussi des chansons plus légères ; Pop Star a présenté le changement dramatique de voix de Stevens en satirisant la trivialité de la célébrité.
Bien que Lady D'Arbanville atteigne le numéro 8 des charts britanniques, Mona Bone Jakon n'a connu qu'un succès modeste lors de sa première sortie. L'album a commencé à attirer plus l'attention, cependant, à la suite de la percée commerciale de l'album suivant, Tea for the Tillerman. Et avec l'inclusion de trois de ses chansons (Trouble, I Wish, I Wish, et I think I see the light) dans la comédie noire Harold et Maude de Hal Ashby et Colin Higgins en 1971.

## Origine du titre de l'album
Selon une interview de Stevens en 1972, l'inspiration pour le titre était un nom qu'il a créé pour décrire son pénis: « Mona Bone Jakon est un autre nom pour mon pénis, c'est le nom que je lui donne. C'est comme un vocabulaire secret, c'est juste quelque chose que j'ai inventé ». Le journaliste Robert Chalmers a réitéré ce point en 2003 lors d'une interview pour The Independent par Yusuf Islam (Le nouveau nom de Cat Stevens depuis sa conversion à l'Islam en 1977) : « Quand Stevens est revenu en 1969, il a composé plus de 40 nouvelles chansons et a sorti trois albums triomphants en 15 mois sur Island Records, le label de Chris Blackwell : Mona Bone Jakon,Tea for the Tillerman et Teaser and the Firecat. »

## Les critiques
Dans une critique contemporaine de The Village Voice, le critique musical Robert Christgau a donné à Mona Bone Jakon un « B + » et a déclaré qu'après l'échec commercial de son premier album Matthew and son, « celui-ci a un agréable sentiment de traumatisme post-créatif, intime et sensible. » Dans une revue rétrospective, William Ruhlmann d'Allmusic lui a attribué quatre étoiles sur cinq et l'a qualifié de « groupe de chansons simples et sincères jouées dans des arrangements simples sur des guitares acoustiques et des claviers et soutenu par une section rythmique discrète », ajoutant que « la voix escarpée de Stevens, avec ses brusques ruptures de ton et ses bruits occasionnels, donnait de la profondeur à ces chansons parfois fragmentaires. »

## Liste des chansons
Toutes les chansons sont écrites et composées par Cat Stevens.
| 1. | Lady D'Arbanville  | 3:45 |
| 2. | Maybe You're Right | 3:25 |
| 3. | Pop Star           | 4:13 |
| 4. | Sans titre         | 3:55 |
| 5. | Trouble            | 2:49 |

| 6.  | Mona Bone Jakon | 1:42 |
| 7.  | I Wish, I Wish  | 3:50 |
| 8.  | Katmandu        | 3:22 |
| 9.  | Time            | 1:26 |
| 10. | Fill My Eyes    | 3:00 |
| 11. | Lilywhite       | 3:41 |

## Personnel
- Cat Stevens : guitare acoustique, guitare classique, claviers, chant
- Alun Davies : guitare acoustique, chœurs
- John Ryan : contrebasse
- Harvey Burns : batterie, percussions

## Personnel additionnel
- Peter Gabriel : flûte traversière sur Katmandu
- Del Newman : arrangements des cordes

## Équipe de production
- Production : Paul Samwell-Smith
- Ingénieur du son : Michael Bobak
- Mixage : Paul Hicks
- Supervision : Bill Levenson
- Coordinateur : Beth Stempel
- Mastering : Ted Jensen
- Design : Roland Young, Mike Diehl
- Illustration : Cat Stevens
- Photographie : Grazia Neri, Richard Stirling